# Elisa Bonaldo (cestista)
Elisa Bonaldo (Lugo, 2 luglio 1981) è un'ex cestista italiana il cui ruolo in campo era quello di playmaker.

## Biografia
Disputa la stagione 2004-05 a Bolzano, in serie A-1. In seguito prova l'avventura a Priolo, ma vi resta solo mezza stagione, dopo la quale si trasferisce nella serie cadetta, a Cervia. Resta a Cervia per tre stagioni, dopo di che, nel 2008-2009, ritenta l'avventura nella massima serie, ad Umbertide. Dopo una sola stagione però si trasferisce ad Ancona, di nuovo in A-2. Nel 2010-11 torna nella natia Romagna, per disputare il campionato di serie A-1 con il Club Atletico Faenza.

## Statistiche
Dati aggiornati al 16 luglio 2011.
| Stagione        | Squadra                  | Competizione | Partite | Partite | Partite | Statistiche tiro | Statistiche tiro | Statistiche tiro | Altre statistiche | Altre statistiche | Altre statistiche | Altre statistiche | Altre statistiche |
| Stagione        | Squadra                  | Competizione | Pres.   | Titol.  | Minuti  | Tiri da 2        | Tiri da 3        | Liberi           | Rimb.             | Assist            | Rubate            | Stopp.            | Punti             |
| --------------- | ------------------------ | ------------ | ------- | ------- | ------- | ---------------- | ---------------- | ---------------- | ----------------- | ----------------- | ----------------- | ----------------- | ----------------- |
| '05-gen. '06    | Acer Priolo              | Serie A1     | 3       | 0       | 56      | 2/7              | 0/5              | 2/2              | 7                 | 1                 | 3                 | 0                 | 6                 |
| gen. '06-'06    | Tecno Allarmi Cervia     | Serie A2     | 15      | 10      | 414     | 46/116           | 11/35            | 45/66            | 53                | 16                | 31                | 1                 | 170               |
| 2006-2007       | Tecno Allarmi Cervia     | Serie A2     | 30      | 24      | 928     | 117/281          | 39/113           | 119/160          | 154               | 23                | 101               | 0                 | 470               |
| 2007-2008       | Tecno Allarmi Cervia     | Serie A2     | 36      | 35      | 991     | 134/292          | 41/125           | 114/150          | 174               | 19                | 85                | 1                 | 523               |
| 2008-2009       | Liomatic Umbertide       | Serie A1     | 27      | 11      | 429     | 16/36            | 7/33             | 6/9              | 27                | 5                 | 18                | 0                 | 59                |
| 2009-2010       | Sma Ancona               | Serie A2     | 28      | 28      | 809     | 67/148           | 4/31             | 34/50            | 102               | 19                | 50                | 3                 | 182               |
| 2010-2011       | Officine Digitali Faenza | Serie A1     | 25      | 0       | 238     | 10/27            | 3/7              | 5/8              | 7                 | 1                 | 9                 | 0                 | 34                |
| Totale carriera |                          |              |         |         |         |                  |                  |                  |                   |                   |                   |                   |                   |